# ديفيد دي باولا
ديفيد دي باولا (بالإسبانية: David de Paula Gallardo) (31 مايو 1984 في إسبانيا - ) هو لاعب كرة قدم إسباني في مركزي جناح ‏ والوسط. لعب مع أتلتيك بيلباو ب وأتلتيك بيلباو وأوستريا فيينا وبونفيرادينا ونادي أليكانتي ونادي باسكونيا ونادي فولفسبيرغر ويونيون ديبورتيفا لوغرينييس وSD Lemona ‏ ونادي بالنثيا ‏.

## وصلات خارجية
- ديفيد دي باولا على موقع إي إس بي إن إف سي (الإنجليزية)
- ديفيد دي باولا على موقع قاعدة بيانات كرة القدم.إي يو (الإنجليزية)
- ديفيد دي باولا على موقع Soccerway.com (الإنجليزية)
- ديفيد دي باولا على موقع عالم كرة القدم.نت (الإنجليزية)
- ديفيد دي باولا على موقع AS.com (الإسبانية)